# Glomera distichifolia
Glomera distichifolia är en orkidéart som beskrevs av Paul Ormerod. Glomera distichifolia ingår i släktet Glomera och familjen orkidéer. Inga underarter finns listade i Catalogue of Life.